# 新疆各族人民烈士纪念碑
新疆各族人民烈士纪念碑（維吾爾語：شىنجاڭدىكى ھەر مىللەت خەلق ئىنقىلابىي قۇربانلار خاتىرە مۇنارى‎），位于新疆维吾尔自治区乌鲁木齐市沙依巴克区的人民公园西南角。

## 简介
新疆各族人民烈士纪念碑，1956年在乌鲁木齐市的人民公园建成。该纪念碑是中共新疆维吾尔自治区委和新疆维吾尔自治区人民委员会根据各族人民群众的要求，为陈潭秋、毛泽民、林基路、乔国桢、吴茂林、阿合买提江·哈斯木、阿不都克里木·阿巴索夫、伊斯哈克拜克·木农阿吉、达列力汗·苏古尔巴也夫、罗志等革命烈士修建的纪念性建筑物，1962年被列为新疆维吾尔自治区文物保护单位。2021年，新疆各族人民烈士纪念碑被列为首批新疆维吾尔自治区革命文物名录。

该纪念碑位于乌鲁木齐市人民公园西南部，占地面积484平方米。碑体高度8米，下有须弥座式碑座，四周镶有仿汉白玉花圈，碑体正面刻有中共中央主席毛泽东题写的“星星之火，可以燎原。共产主义是不可抗御的！死难烈士万岁”，其他三面分别用维吾尔文、蒙古文、哈萨克文刻有同样内容的题词。

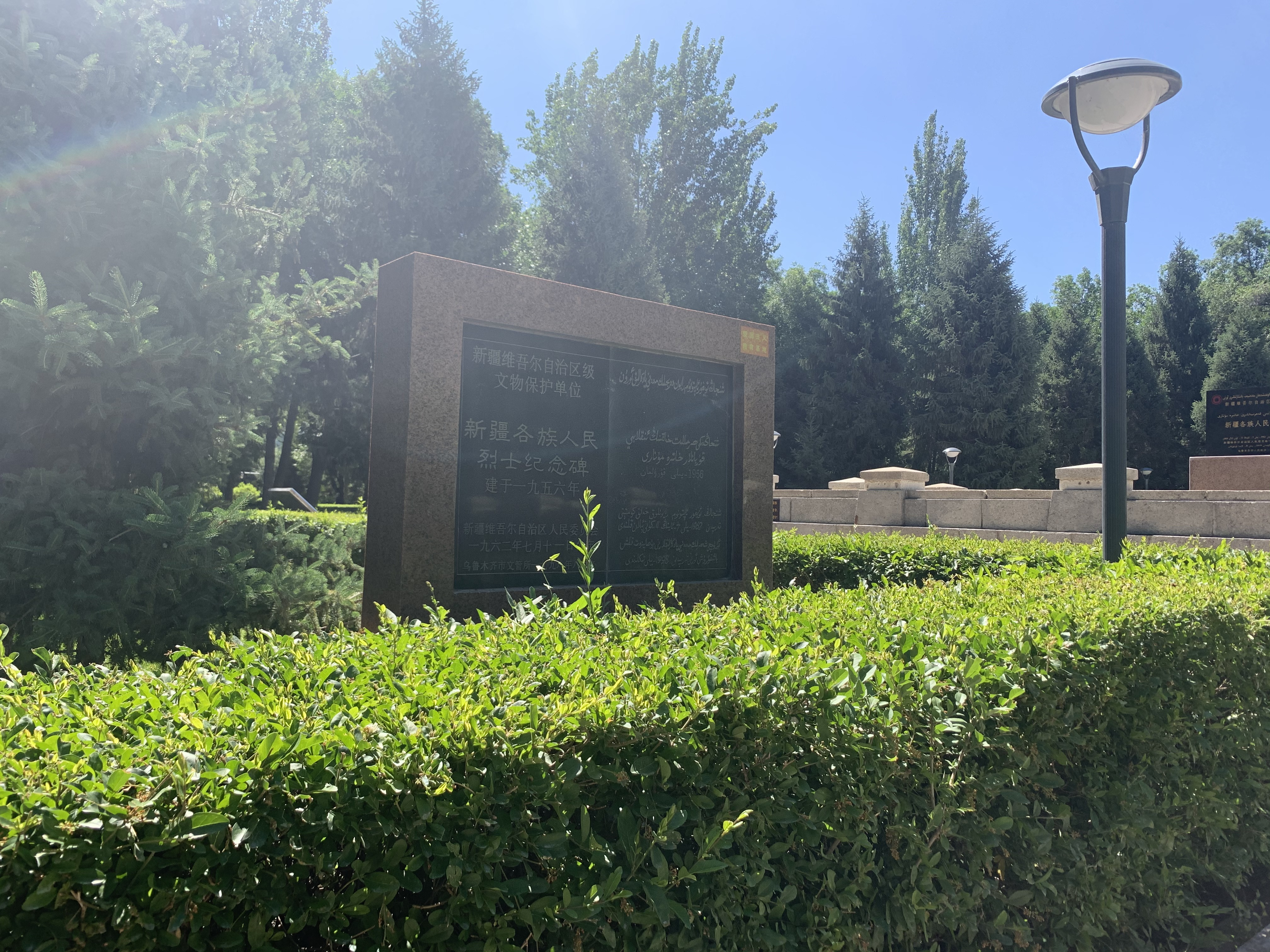
新疆各族人民烈士纪念碑 文保碑

2007年8月9日上午，参加“和平使命——2007”联合反恐军事演习开始仪式的哈萨克斯坦共和国、中华人民共和国、吉尔吉斯共和国、俄罗斯联邦、塔吉克斯坦共和国、乌兹别克斯坦共和国武装力量总参谋长，来到乌鲁木齐市的人民公园，参观“新疆各族人民烈士纪念碑”并且敬献花圈。